# ديفيد لين (مهندس معماري)
ديفيد لين (بالإنجليزية: David Lynn)‏ هو مهندس معماري أمريكي، ولد في 10 نوفمبر 1873 في ويلينغ في الولايات المتحدة، وتوفي في 25 مايو 1961 في واشنطن العاصمة في الولايات المتحدة.